# Punta Rebol Vidal
La Punta Reboul Vidal és un cim de 3.007 m d'altitud, amb una prominència de 10 m, que es troba a l'aresta sud del Turó de Néouvielle, al massís de Nhèuvièlha, al departament dels Alts Pirineus (França).
Aquesta punta porta el nom dels primers ascensionistes del Turó de Néouvielle, el primer tresmil del que la seva ascensió està documentada.